# Diggstown
Diggstown (br: Golpe Perfeito – pt: O Golpe da Meia-Noite) é um filme estadunidense de 1992, do gênero drama, dirigido por Michael Ritchie e com roteiro baseado em um romance de Leonard Wise.

## Sinopse
O filme conta a história de Gabriel Cane desde quando sai da prisão até se envolver em uma aposta de enormes proporções. Para vencê-la, precisa encontrar um lutador de boxe que vença dez desafiantes - escolhidos por seu adversário - em 24 horas.

## Elenco principal
- James Woods .... Gabriel Caine
- Louis Gossett Jr. .... 'Honey' Roy Palmer
- Bruce Dern .... John Gillon
- Oliver Platt .... Fitz
- Heather Graham .... Emily Forrester
- Randall 'Tex' Cobb .... Wolf Forrester
- Jim Caviezel .... Billy Hargrove